# Brouwersdammen
Brouwersdammen (nederländska: Brouwersdam) är en sluss- och dammbyggnad och översvämningsbarriär nära Goeree-Overflakkee i provinserna Zuid-Holland och Zeeland i sydvästra Nederländerna. Barriären ska skydda vid hotande översvämningar från Nordsjön och utgör en del av Deltawerken och invigdes 1971.

## Geografi
Hela skyddsbarriären sträcker sig mellan Nordsjön och vattendraget Grevelingen Meer. Dammen förbinder kommunerna Goeree-Overflakkee (nära orten Ouddorp) i provinsen Zuid-Holland i norr via sandbankerna Middelplaat och Kabbelaarsplaat med kommunen Schouwen-Duiveland (nära orten Scharendijke) i provinsen Zeeland i söder. Dammen skiljer insjön Grevelingen Meer från Nordsjön i nordväst medan Grevelingendammen utgör insjöns gräns mot vattenområdet Volkerak och Oosterschelde i sydöst.
På dammens mitt finns en småbåtshamn och fritidsområdet Marina Port Zélande.

## Konstruktionen
Brouwersdammen har en total längd om cirka 6 500 meter med en höjd på cirka 12 meter över vattenytan (NAP). Den norra delen, De Kous kring Springersdiep, hade ett djup om cirka 30 meter och den södra delen, Het Brouwershavense Gat, hade ett djup på cirka 10 meter. Under konstruktionen byggdes först en linbana varifrån stenmassor tippades i vattnet. Metoden hade utvecklats under byggandet av Grevelingendammen. Ovanpå detta byggdes sedan en rad av kassuner.
Det finns en sluss, Brouwerssluis, i barriärens södra del. Slussen är en silsluss med 2 cirka 195 meter långa rör som används till vattenreglering och fisktrappa och fartyg kan inte passera.
Ovanpå dammen löper en väg som del av nederländska riksväg 57 (Rijksweg 57).

## Historia
Första spadtaget på dammen gjordes 1962 och slussbygget inleddes 1975. Dammen färdigställdes i juni 1971 och slussen färdigställdes sommaren 1978. Vägen ovanpå dammen färdigställdes 30 mars 1973. Brouwersdammen invigdes officiellt den 1 juni 1978.
Insjön Grevelingen Meer skapades 1971 i samband med färdigställandet av dammen där Grevelingendammen utgör insjöns gräns sedan 1965.
Ovanpå dammen sträcker sig museijärnvägen Stichting voorheen RTM mellan Punt van Goeree och Scharendijke.